# 3-й гвардейский стрелковый корпус (1-го формирования)
3-й гвардейский стрелковый корпус — войсковое соединение РККА во время Великой Отечественной войны.
Сокращённое наименование — 3 гв. ск.

## История формирования
3-й гвардейский стрелковый корпус (1-го формирования) был сформирован по штату 04/1, на основании приказа Ставки ВГК № 0022 от 28 января 1942 года с местом дислокации Ростов-на-Дону. В течение января — февраля 1942 года части корпуса укомплектовывались личным составом и занимались боевой подготовкой.
В состав корпуса вошли:
- 2-я гвардейская стрелковая дивизия[2];
- 68-я морская стрелковая бригада;
- 76-я морская стрелковая бригада;
- 81-я морская стрелковая бригада[3];
- 102-я отдельная стрелковая бригада

Части корпусного подчинения:
- 63-я танковая бригада;
- 213-й корпусной артиллерийский полк (10.02.1942 преобразован в 3-й гвардейский);
- 3-й гвардейский корпусной артиллерийский полк (16.03.1942 переименован в 39-й);
- 39-й гвардейский корпусной артиллерийский полк;
- 14-й отдельный гвардейский миномётный дивизион моряков;
- 17-й отдельный гвардейский батальон связи;
- 2-й отдельный гвардейский автогужтранспортный батальон;
- Курсы младших лейтенантов (с 04.04.1942 до 26.05.1942);
- 1608-я полевая касса Госбанка;
- 1812-я военно-почтовая станция[4].

13 августа 1942 года управление 3-го гвардейского стрелкового корпуса (1-го формирования) было направлено на формирование управления 10-го гвардейского стрелкового корпуса.

## Участие в боевых действиях
Период вхождения в действующую армию: 31 января 1942 года — 13 августа 1942 года.

## Боевой состав
| Дата            | Фронт              | Армия                 | В составе (стрелковые)                                                                  | Другие части, в том числе приданные | Примечания |
| --------------- | ------------------ | --------------------- | --------------------------------------------------------------------------------------- | --- | ---------- |
| 01.03.1942 года | Юго-Западный фронт | фронтового подчинения | 2-я гвардейская стрелковая дивизия, 68-я, 76-я, 81-я морские и 102-я стрелковые бригады | 63-я танковая бригада, 3-й гвардейский корпусной артиллерийский полк                                                                                   |            |
| 01.04.1942 года | Южный фронт        | 56-я армия            | 2-я гвардейская стрелковая дивизия, 68-я, 76-я, 81-я морские и 102-я стрелковые бригады | 63-я танковая бригада, 39-й гвардейский корпусной артиллерийский полк, 14-й отдельный гвардейский миномётный дивизион моряков, 13-я стрелковая бригада |            |
| 01.05.1942 года | Южный фронт        | 56-я армия            | 2-я гвардейская стрелковая дивизия, 68-я, 76-я и 81-я морские стрелковые бригады        | 63-я танковая бригада, 39-й гвардейский корпусной артиллерийский полк, 14-й отдельный гвардейский миномётный дивизион моряков                          |            |
| 01.06.1942 года | Южный фронт        | 56-я армия            | 2-я гвардейская стрелковая дивизия, 68-я, 76-я и 81-я морские стрелковые бригады        | 63-я танковая бригада, 39-й гвардейский корпусной артиллерийский полк, 14-й отдельный гвардейский миномётный дивизион моряков                          |            |
| 01.07.1942 года | Южный фронт        | 56-я армия            | 2-я гвардейская стрелковая дивизия, 68-я, 76-я и 81-я морские стрелковые бригады        | 63-я танковая бригада, 39-й гвардейский корпусной артиллерийский полк, 14-й отдельный гвардейский миномётный дивизион моряков                          |            |

## Командование корпуса

### Командиры
- Акименко, Адриан Захарович (28.01.1942 — 17.05.1942), гвардии генерал-майор;
- Рыжов, Александр Иванович (18.05.1942 — 30.06.1942[7]), гвардии генерал-майор;
- Гладков, Трофим Андроникович (01.07.1942 — 12.07.1942), гвардии полковник (ВРИД);
- Замерцев, Иван Терентьевич (30.06.1942[7] — 13.08.1942), гвардии генерал-майор[6][8] (фактически приступил 13.07.1942)

### Заместители командира по строевой части
- Рыжов Александр Иванович (02.1942 — 17.05.1942), гвардии генерал-майор

### Военный комиссар
- Павлов Александр Сергеевич (05.02.1942 — 13.08.1942), гвардии полковой комиссар[9]

### Начальник штаба
- Гладков Трофим Андроникович (02.1942 — 13.08.1942), гвардии полковник